# Arquidiócesis de Piura
La arquidiócesis de Piura (en latín: Archidioecesis Piurensis) es una circunscripción eclesiástica de la Iglesia católica en Perú. Se trata de una arquidiócesis latina, sede metropolitana de la provincia eclesiástica de Piura. Desde el 2 de abril de 2024 es sede vacante y su administrador apostólico es el obispo Guillermo Teodoro Elías Millares.

## Territorio y organización
La arquidiócesis tiene 26 636 km² y extiende su jurisdicción sobre los fieles católicos de rito latino residentes en los departamentos de Piura y Tumbes.
La sede de la arquidiócesis se encuentra en la ciudad de Piura, en donde se halla la Catedral de San Miguel Arcángel.
La arquidiócesis tiene como sufragáneas a las diócesis de: Chachapoyas, Chiclayo, Chulucanas y la prelatura territorial de Chota.
En 2021 en la arquidiócesis existían 50 parroquias agrupadas en 6 vicariatos.
- Vicaría episcopal de Piura (comprende los distritos Piura, Castilla y Veintiséis de Octubre)
- Vicaría episcopal del Bajo Piura (comprende la provincia de Sechura y los restantes distritos de Piura)
- Vicaría episcopal de Sullana (comprende la provincia de Sullana)
- Vicaria episcopal de Paita (comprende la provincia de Paita)
- Vicaria episcopal de Talara (comprende la provincia de Talara)
- Vicaría episcopal de Tumbes (comprende el departamento de Tumbes)

## Historia
La diócesis de Piura fue erigida el 29 de febrero de 1940 con la bula Ad christianae plebis del papa Pío XII, obteniendo el territorio de la diócesis de Trujillo (hoy arquidiócesis de Trujillo). Originalmente fue sufragánea de la arquidiócesis de Lima.
El 23 de mayo de 1943 pasó a formar parte de la provincia eclesiástica de la arquidiócesis de Trujillo.
El 5 de junio de 1943 el papa Pío XII instituyó el cabildo catedralicio con la bula Quo sollemnior.
El 11 de abril de 1948 se inauguró el seminario diocesano, hoy dedicado a santo Domingo Savio.
El 4 de marzo de 1964 cedió una parte de su territorio para la erección de la prelatura territorial de Chulucanas (hoy diócesis de Chulucanas) mediantela bula Venerabilis Frater del papa Pablo VI.
El 30 de junio de 1966 fue elevada al rango de arquidiócesis metropolitana con la bula Sic ut paterfamilias del papa Pablo VI.

## Estadísticas
Según el Anuario Pontificio 2022 la arquidiócesis tenía a fines de 2021 un total de 1 659 394 fieles bautizados.
| Año                                                                             | Población            | Población | Población      | Sacerdotes | Sacerdotes    | Sacerdotes    | Bautizados por sacerdote | Diáconos permanentes | Religiosos | Religiosos | Parroquias |
| Año                                                                             | Bautizados católicos | Total     | % de católicos | Total      | Clero secular | Clero regular | Bautizados por sacerdote | Diáconos permanentes | Varones    | Mujeres    | Parroquias |
| ------------------------------------------------------------------------------- | -------------------- | --------- | -------------- | ---------- | ------------- | ------------- | ------------------------ | -------------------- | ---------- | ---------- | ---------- |
| 1950                                                                            | 498 960              | 500 000   | 99.8           | 43         | 22            | 21            | 11 603                   |                      | 38         | 67         | 24         |
| 1965                                                                            | 900 000              | ?         | ?              | 55         | 19            | 36            | 16 363                   |                      | 74         | 121        | 34         |
| 1970                                                                            | 531 891              | 590 990   | 90.0           | ?          | ?             | ?             | ?                        |                      | ?          | ?          | 40         |
| 1976                                                                            | 526 409              | 637 334   | 82.6           | 96         | 51            | 45            | 5483                     | 4                    | 65         | 88         | 45         |
| 1980                                                                            | 750 000              | 780 000   | 96.2           | 51         | 36            | 15            | 14 705                   |                      | 29         | 88         | 44         |
| 1990                                                                            | 922 000              | 950 000   | 97.1           | 96         | 55            | 41            | 9604                     |                      | 55         | 156        | 44         |
| 1999                                                                            | 1 220 000            | 1 262 000 | 96.7           | 73         | 51            | 22            | 16 712                   | 1                    | 32         | 199        | 45         |
| 2000                                                                            | 1 224 487            | 1 262 753 | 97.0           | 82         | 55            | 27            | 14 932                   |                      | 40         | 185        | 47         |
| 2001                                                                            | 1 250 448            | 1 302 551 | 96.0           | 85         | 57            | 28            | 14 711                   |                      | 39         | 176        | 50         |
| 2002                                                                            | 1 250 448            | 1 302 551 | 96.0           | 88         | 60            | 28            | 14 209                   |                      | 39         | 210        | 50         |
| 2003                                                                            | 1 250 448            | 1 302 551 | 96.0           | 99         | 68            | 31            | 12 630                   |                      | 41         | 178        | 50         |
| 2004                                                                            | 1 250 448            | 1 302 551 | 96.0           | 93         | 62            | 31            | 13 445                   |                      | 43         | 167        | 50         |
| 2013                                                                            | 1 416 280            | 1 573 644 | 90.0           | 103        | 64            | 39            | 13 750                   |                      | 64         | 176        | 50         |
| 2016                                                                            | 1 502 968            | 1 669 963 | 90.0           | 109        | 70            | 39            | 13 788                   |                      | 55         | 181        | 50         |
| 2019                                                                            | 1 594 959            | 1 772 177 | 90.0           | 110        | 70            | 40            | 14 499                   |                      | 61         | 150        | 50         |
| 2021                                                                            | 1 659 394            | 1 843 772 | 90.0           | 110        | 70            | 40            | 15 085                   |                      | 54         | 167        | 50         |
| Fuente: Catholic-Hierarchy, que a su vez toma los datos del Anuario Pontificio. |                      |           |                |            |               |               |                          |                      |            |            |            |

## Episcopologio
- Fortunato Chirichigno Pontolido, S.D.B. † (27 de enero de 1941-2 de enero de 1953. Falleció)
- Federico Pérez Silva, C.M. † (1953-15 de junio de 1957 nombrado arzobispo de Trujillo)
- Carlos Alberto Arce Masías † (6 de febrero de 1959-6 de enero de 1963. Falleció)
- Erasmo Hinojosa Hurtado † (6 de enero de 1963 por sucesión-6 de agosto de 1977. Falleció)
- Fernando Vargas Ruiz de Somocurcio, S.I. † (18 de enero de 1978-26 de septiembre de 1980 nombrado arzobispo de Arequipa)
- Óscar Rolando Cantuarias Pastor † (9 de septiembre de 1981-11 de julio de 2006. Retirado)
- José Antonio Eguren Anselmi, S.C.V. (11 de julio de 2006-2 de abril de 2024. Renunció)[8]